# Shelby (Iowa)
Shelby es una ciudad ubicada en el condado de Shelby en el estado estadounidense de Iowa. En el Censo de 2010 tenía una población de 641 habitantes y una densidad poblacional de 141,91 personas por km².

## Geografía
Shelby se encuentra ubicada en las coordenadas 41°30′27″N 95°27′1″O / 41.50750, -95.45028. Según la Oficina del Censo de los Estados Unidos, Shelby tiene una superficie total de 4.52 km², de la cual 4.52 km² corresponden a tierra firme y (0%) 0 km² es agua.

## Demografía
Según el censo de 2010, había 641 personas residiendo en Shelby. La densidad de población era de 141,91 hab./km². De los 641 habitantes, Shelby estaba compuesto por el 98.6% blancos, el 0.16% eran afroamericanos, el 0.16% eran amerindios, el 0.16% eran asiáticos, el 0% eran isleños del Pacífico, el 0% eran de otras razas y el 0.94% pertenecían a dos o más razas. Del total de la población el 0.94% eran hispanos o latinos de cualquier raza.